# Knut Kongsgård
Knut Kongsgård (* 1948) ist ein ehemaliger norwegischer Skispringer.
Knut Kongsgård, Sohn des zuvor ebenfalls aktiven Skispringers Arnholdt Kongsgård, gewann am 4. Februar 1968 den Junioren-Europameistertitel. Vier Tage zuvor war er bereits beim Grand Prix der Nationen in St. Moritz Dritter geworden. Kongsgård startete er bei der Vierschanzentournee 1968/69 sowie bei der Vierschanzentournee 1972/73. Dabei erreichte er bereits im ersten Springen in Oberstdorf am 29. Dezember 1968 mit dem 26. Platz sein bestes Einzelresultat bei der Tournee. Am Ende belegte er den 44. Platz in der Tournee-Gesamtwertung. Bei der Skiflug-Weltmeisterschaft 1972 flog er auf den 29. Platz. Seine persönliche Bestweite von 147,5 m erreicht der Norweger 1975 bei der Internationalen Skiflugwoche in Vikersund.